# Лахтин, Семён Иванович
Семён Иванович Лахтин (1845—1892) — русский купец и один из основателей хлопкового дела в Российской Империи.
Московский промышленник Варенцов Николай Александрович в мемуарах «Слышанное. Виденное. Передуманное. Пережитое» пишет: «Первыми же посевщиками хлопка из американских семян в Российской Империи были жители города Ташкента гг. Лахтин и С. И. Тарсин. Посев производился у них в садах при домах, где они жили. Полученное от посева волокно было ими послано на Всероссийскую выставку, бывшую в Москве в 1882 году. За этот хлопок им была присуждена высшая награда. Эксперты нашли волокно хлопка подходящим к американскому сорту „Си-Айленд“.»

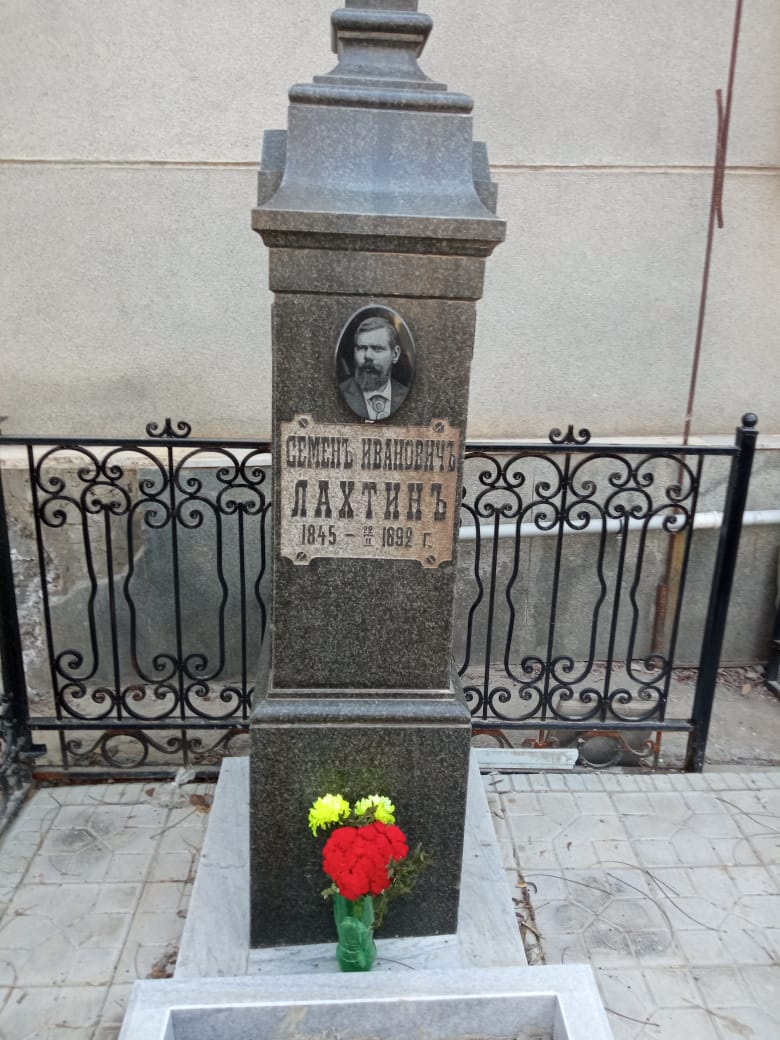
Памятник на могиле Семена Ивановича Лахтина (Боткинское кладбище, Ташкент)

Похоронен в Ташкенте на Боткинском кладбище.

## Семья и потомки
Внук — один из основоположников молекулярной биологии в СССР, академик АН СССР Андрей Николаевич Белозерский (1905—1972).